# Maxxis

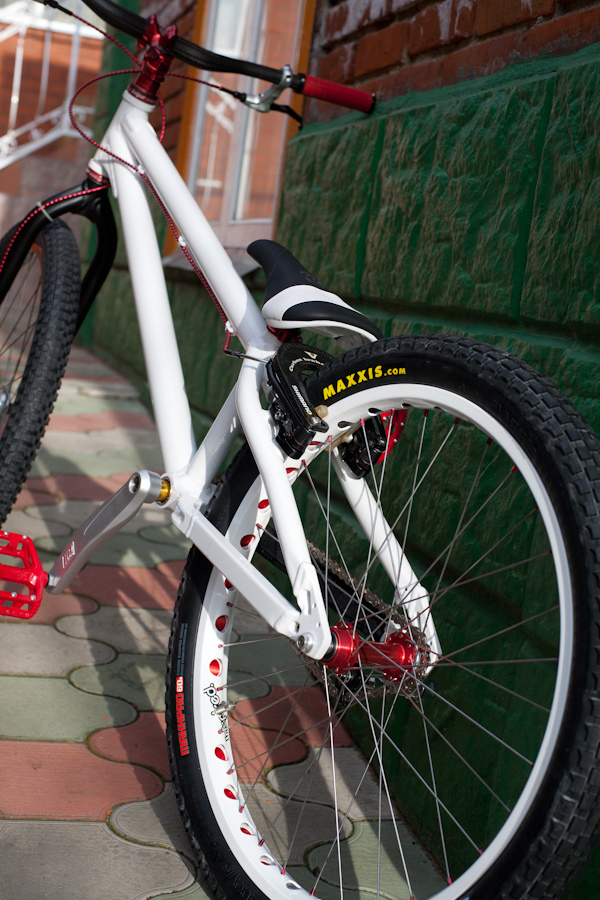
24″-Fahrrad Inspired Fourplay mit Maxxis-Reifen

Maxxis ist der Markenname des taiwanischen Reifenherstellers Cheng Shin (Han-Schrift: 正新). Die Firma stellt unter den Marken CST und Maxxis Reifen für Autos, Motorräder, Fahrräder, ATVs, Rollstühle, Industrieanwendungen und Anhänger her. Mittlerweile rangiert Cheng Shin nach eigenen Angaben auf Platz 9 der weltweit größten Reifenhersteller.
Cheng Shin wurde 1967 in Taiwan gegründet und zählt heute zu den weltweit größten Reifenherstellern. Die Firma setzt ihre Produkte in Europa, Süd- und Nordamerika und Asien ab. Insgesamt arbeiten bei Maxxis' Herstellungsfirmen über 22.000 Menschen. Als erster Reifenproduzent in China überhaupt erlangte im Jahr 1994 Cheng Shin China (Xiamen) eine ISO-Zertifizierung. Das Werk in Taiwan ist bereits seit 1993 ISO-Zertifiziert.

## Produktion und Arbeitsbedingungen
Neben Produktionsstätten in Taiwan produziert Cheng Shin in China (Xiamen, Sonderwirtschaftszone Shanghai, Chongqing), Thailand und Vietnam. Heute arbeiten rund 22.000 Mitarbeiter weltweit in den Werken und dem Vertrieb der Firma.
Im Jahr 2011 gingen 2000 Arbeiter des thailändischen Cheng-Shin-Werkes zu Fuß von Rayong in die Hauptstadt Bangkok, um für eine faire Bezahlung zu demonstrieren. Im Jahr 2009 hatte das Unternehmen 1,56 Milliarden US-Dollar verdient, aber laut den Arbeitern keine Zugeständnisse bei den Löhnen gemacht. Am 25. November 2009 hatte Cheng Shin alle Maschinen in seinem thailändischen Werk angehalten und seinen 2.500 thailändischen Arbeitern die Bezahlung verweigert. Gewerkschafter brachten in Erfahrung, dass die Firma ausländische Arbeiter und Contractoren angeworben hatte, um die Lohnkosten weiter zu senken.

## Sponsoring
Maxxis International unterstützt (Stand 2012) weltweit verschiedene Sport-Teams: im amerikanischen Baseball die Teams der New York Yankees, die Los Angeles Dodgers und die Washington Nationals. Aber auch in der englischen Premier League sponsert Maxxis den FC Liverpool sowie im norwegischen Eishockey, das Team der Frisk Asker Tigers. In Deutschlands unterstützt Maxxis schon seit einigen Jahren junge MX-Teams, die bereits Maxxis-Reifen fahren.
Neben dem Sponsoring von Teams ist Maxxis auch Werbepartner von einzelnen Großevents, wie z. B. der Australia Open, welches eines der größten Sportereignisse der südlichen Hemisphäre ist. Im deutschsprachigen Raum engagiert sich Maxxis als Classic Partner für die Techniker Beach Tour, der höchsten Deutschen Beachvolleyball-Serie. Zudem stattet Maxxis Deutschland einige Einzelsportler wie Stefan Herrmann, Tobias Wrobel, Katrin Posterer, Michael Meisel oder Kai Saaler aus.